# Anni 1290
Gli anni 1290 sono il decennio che comprende gli anni dal 1290 al 1299 inclusi.

## Personaggi
- Tommaso Vescovo di Pistoia.
- 1290: Morte della "Beatrice dantesca" (vero nome Bice) che portò lo stesso Dante a dedicarsi allo studio della filosofia. In seguito (1293-1294) Dante scriverà l'opera "Vita Nuova", il cui titolo era frutto del rinnovo spirituale e letterario del poeta.